# Richview (Illinois)
Richview – wieś w Stanach Zjednoczonych, w stanie Illinois, w hrabstwie Washington.